# Manillaskolan
Manillaskolan, före 1879 Allmänna institutet för döva och blinda å Manilla, är en statlig specialskola för blinda, döva och hörselskadade barn, grundad av Pär Aron Borg år 1809. Skolans ursprungliga placering var på Södra Djurgården i Stockholm, men flyttade 2013 till Kungsholmen.

## Historik
Vid Manhem i Manilla på Södra Djurgården i Stockholm grundade Pär Aron Borg 1817 Institutet för dövstumma och blinda. Från 1819 var Manhem landets enda dövstumanstalt fram till slutet av 1850-talet. Verksamheten bedrevs helt på ideell basis. Genom lagstiftning 1889 blev undervisning av hörselskadade obligatorisk och 1894 blev institutionen vid Övre Manilla huvudinstans för undervisningen och fick samtidigt benämningen ”Manilla dövstumskola”. 
Manillaskolan flyttade 2013 sin verksamhet till Konradsberg på Kungsholmen.

## Skolans utbildningsverksamhet
Manillaskolan är en tvåspråkig specialskola för barn och ungdomar som är döva, hörselskadade eller har cochleaimplantat. Här undervisas varje läsår runt 100 elever mellan sex och sjutton år. 
Citat ur Manillaskolans målsättning:
| ” | I Manillaskolan vill vi ge våra elever en grundskolekompetens som möjliggör en positiv gymnasietid och ett rikt vuxenliv. Fullgod kommunikation i form av teckenspråk och svenska, social kompetens och livskvalitet är också viktiga mål i vårt arbete med eleverna. Hörnstenar i arbetet för att uppnå detta är trygghet, identitet, arbetsglädje och kunskap hos såväl personal som elever. Alla - både elever och personal - ska tycka att det är roligt att komma till skolan varje dag! Vår vision är Alla elever lämnar vår skola med en framtidstro! | „ |

## Nutida verksamhet och faciliteter
År 2013 flyttade Manillaskolan från lokalerna på Djurgården till Campus Konradsberg på Kungsholmen. Den nya skolbyggnaden ritades 2004 av Brunnberg & Forshed arkitektkontor för Lärarhögskolan med Akademiska Hus som uppdragsgivare.

Nya Manillaskolan
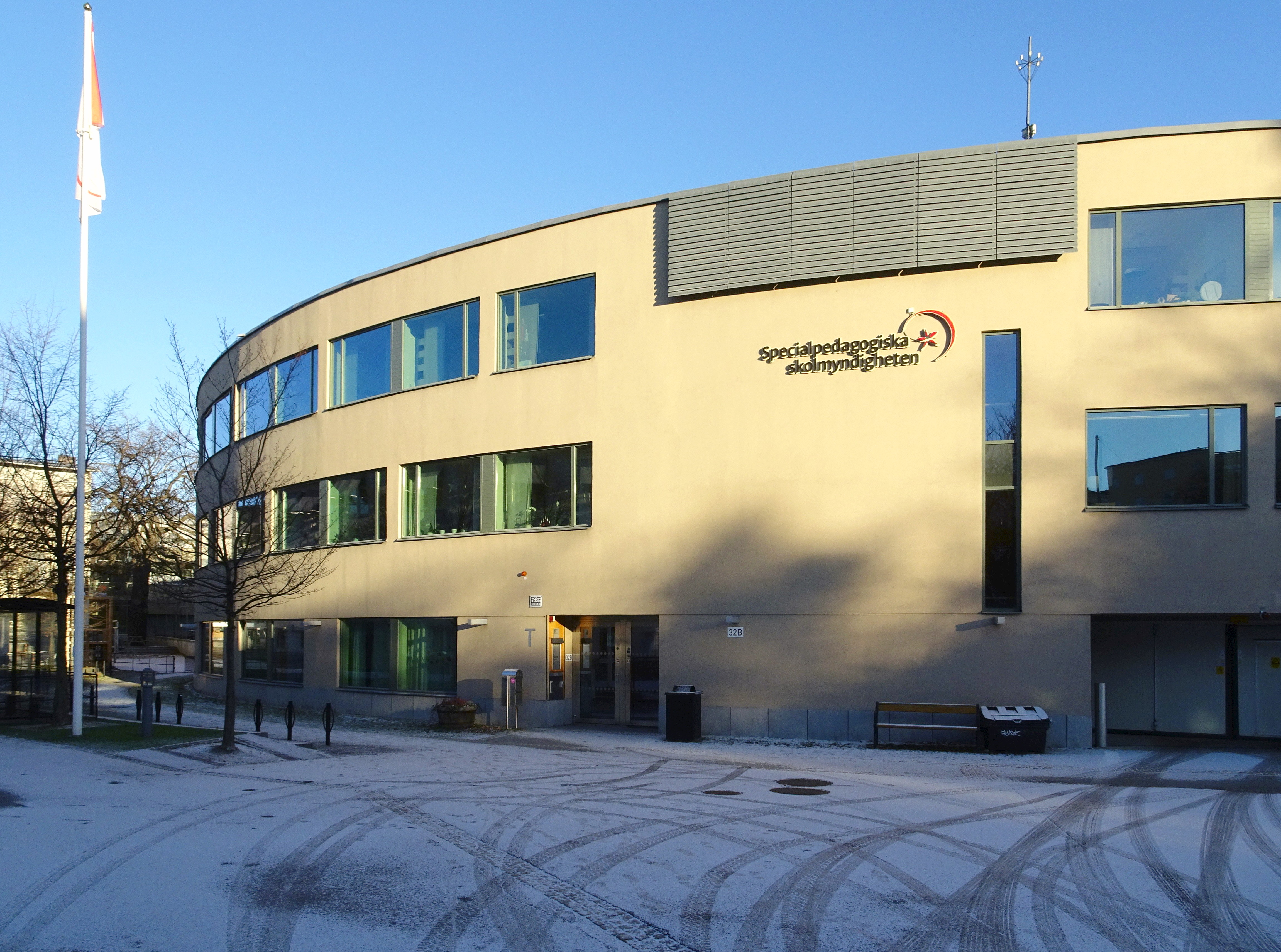
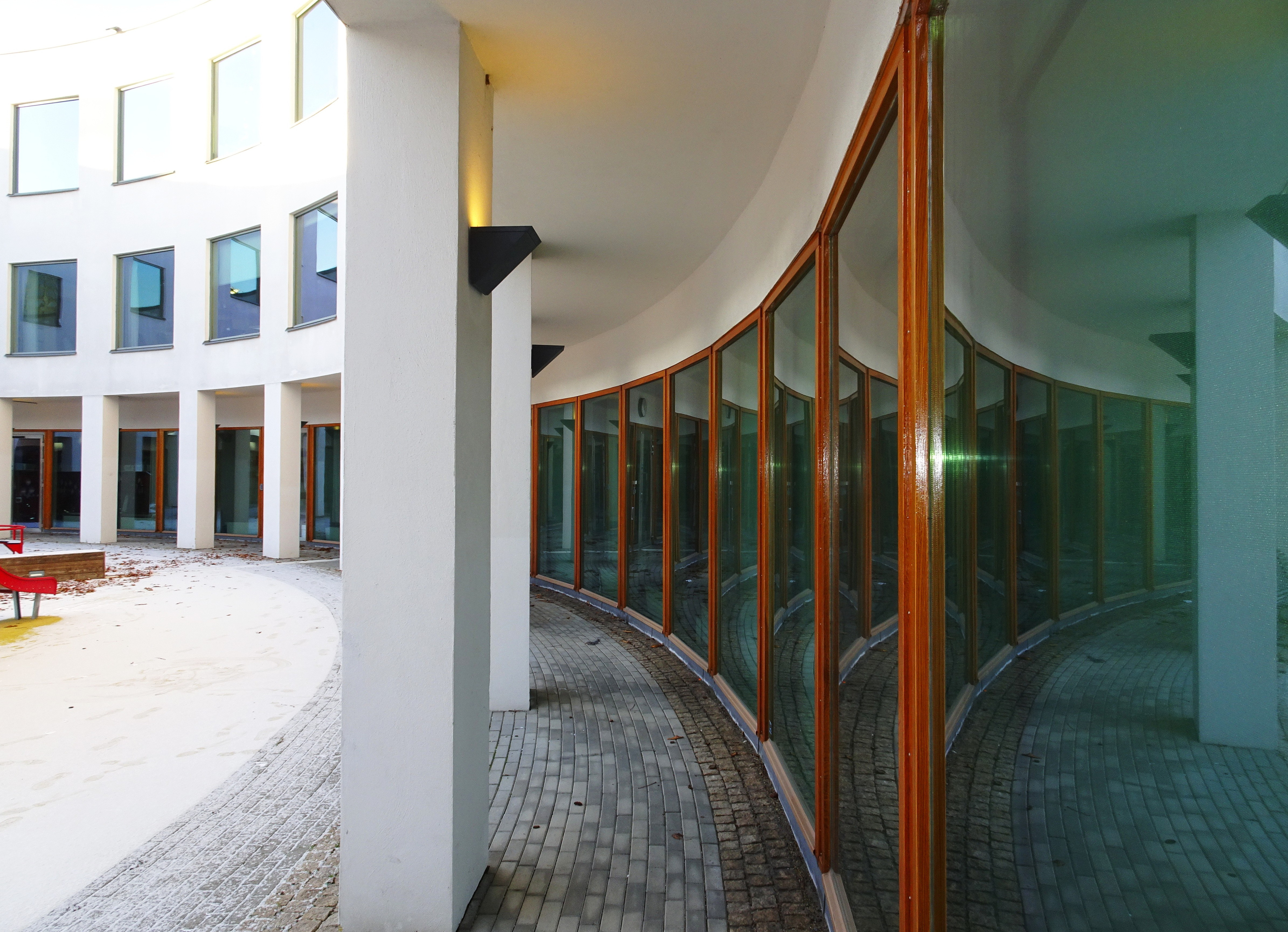

### Verk
- ”Om Manillaskolan”. Specialpedagogiska skolmyndigheten. Arkiverad från originalet den 15 augusti 2013. http://archive.is/2013.08.15-130154/http://www.spsm.se/Vi-erbjuder/Undervisning-i-specialskolor/Vara-skolor/Manillaskolan/Om-Manillaskolan/Skolans-historia/.